# Joseph Beuys

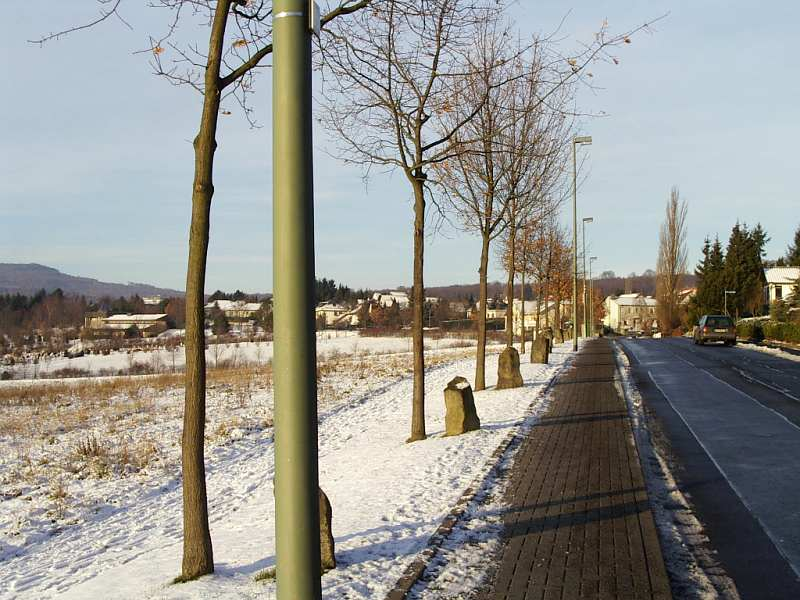
Joseph Beuys. Documenta 7

Joseph Beuys   (Krefeld, 12 de maig de 1921 - Düsseldorf, 23 de gener de 1986) fou un artista alemany, principalment escultor i que destacà pels seus happenings. És un dels co-fundadors del moviment Fluxus.

## Biografia
Beuys va ser pilot a la Segona Guerra Mundial, va ser abatut a Crimea i uns camperols tàrtars li salvaren la vida. Aquest episodi va tenir una forta influència en el seu art posterior. Després de la guerra va estudiar a la Kunstakademie de Düsseldorf. Tenia la idea d'una "escultura social", i defensà un art amb implicacions polítiques i preocupacions ecològiques. La seva intervenció a Documenta 7 a Kassel consistí a plantar 7000 roures acompanyats d'una pedra de basalt. Beuys feu també una defensa del potencial curatiu de l'art i del poder universal de la creativitat humana. Reivindicà el paper del xaman. En un marc estètic més ampli, el seu treball s'inscriu en certa tradició hereva del romanticisme alemany.
Entre 1961 i 1972 va ser professor a la mateixa Kunstakademie de Düsseldorf, molt influent i compromès. Entre els seus alumnes hi trobem Jörg Immendorff, Blinky Palermo, Anselm Kiefer i Imi Knoebel. Figura carismàtica i polèmica, la naturalesa i el valor de la contribució de Beuys a l'art occidental ha creat una ferma i sovint polaritzada discussió entre els cercles artístics.

## Exposicions rellevants
- 1964 documenta 3, Kassel, Alemanya
- 1972 documenta 5, Kassel, Alemanya
- 1976 Biennal de Venècia, Itàlia
- 1979 Guggenheim, Nova York
- 1980 Rocca Paolina, Perusa, Itàlia Seibu-Museu
- 1982 documenta 7, Kassel, Alemanya
- 1984 Tòquio (Japó)
- 2006 Kunstmuseum Düsseldorf i Kunstmuseum Bonn
- 2007 Zwirner i Wirth, Nova York

## Obra a Catalunya
- Hinter dem Knochen wird gezählt - Schmerzraum - CaixaForum Barcelona[3]